# Luigi Maifredi
Luigi Maifredi (ur. 20 kwietnia 1947 w Lograto) – włoski trener piłkarski i komentator telewizyjny.
Pierwszym w karierze trenerskiej klubem Maifrediego był klub Orceana Calcio, który w tamtym okresie grał w Serie C2. Później trenował drużynę Ospitaletto (Serie C1). Kolejną drużyną, którą trenował Luigi Maifredi była FC Bologna, z którą grał w drugiej, a następnie pierwszej lidze. W sezonie 1990/1991 Maifredi objął posadę trenera drużyny Juventus F.C. Kolejne kluby w jego karierze to Genoa 1893, AC Venezia, Brescia Calcio, Esperance (Tunezja) oraz Albacete Balompié (Hiszpania).
W 2002 roku podjął się prowadzenia programu telewizyjnego „Quelli che il calcio” we włoskiej telewizji RAI.